# Kostümfilm

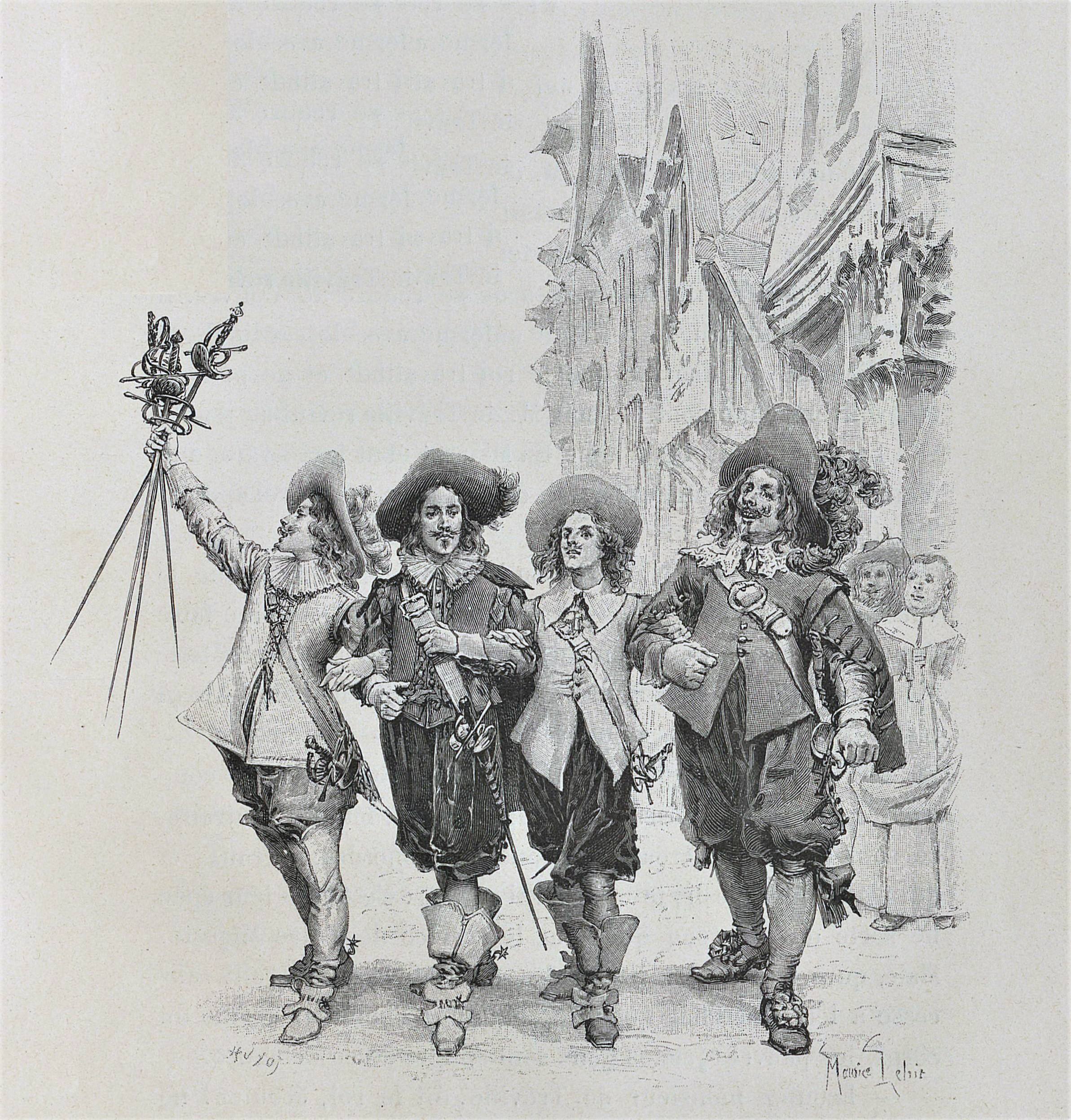
Buchillustrationen, hier zu Die drei Musketiere aus dem Jahr 1894, dienen oft als Vorlage für Kostüm- und Szenenbildner

Ein Kostümfilm oder Ausstattungsfilm ist in der Filmwirtschaft ein Film, der sich durch überdurchschnittlich hohe Produktionskosten bei der Medienproduktion für Dekorationen, Filmbauten, Kostümen und Requisiten auszeichnet. Das Kieler Lexikon der Filmbegriffe nimmt in seiner Definition eine Abgrenzung zum Historienfilm und dem period drama vor, indem es Werke als Kostümfilme bezeichnet, die aus ihrer zeitlichen Distanz Lebensformen und Moralvorstellungen als vergangen darstellen und ihnen aus diesem Grund keine Sozialkritik mehr zukommen lassen. Weiterhin ist es für die Autoren des Filmlexikons Voraussetzung für einen Kostümfilm, dass die Distanz zwischen der Zeit der Entstehung des Films und der im Film gezeigten Zeit groß genug ist (Das sind in der Regel mindestens zwei Jahrzehnte).

## Geschichte
Ausstattungs- und Kostümfilme spielen meistens in Epochen der Vergangenheit, die gemeinhin mit Prunk und auf Stände- und Hierarchieordnungen basierender Prachtentfaltung in Verbindung gebracht werden, etwa im Alten Rom oder in den absolutistischen Staaten des 17. und 18. Jahrhunderts. Sie können sich als Historienfilme und Literaturverfilmungen in ihrer Ausgestaltung eng an historisch fundierte Tatsachen und Gegebenheiten oder an die Handlung von zeitgenössischen Romanen halten (etwa die Filme Sinn und Sinnlichkeit, 1995 oder Barry Lyndon, 1975), oder aber freier mit den Erwartungshaltungen des Publikums umgehen und geschichtliche Illusionswelten nach dessen Geschmack schaffen (etwa die Sissi-Trilogie, 1955 bis 1957). Als solche überschreiten Kostümfilme oft die Grenze zum reinen, von historischer Treue losgelösten Illusionsprodukt, etwa im Abenteuerfilm oder im Fantasyfilm. Der Ausstattungs- und Kostümfilm ist jedoch nicht an vergangene Zeiten gebunden; so gibt es Beispiele wie Krieg der Sterne (1977)  oder Flash Gordon (1980), die im Science-Fiction-Genre beheimatet sind. 
Beliebte Motive des Ausstattungs- und Kostümfilms sind opulent inszenierte Kriegsschlachten (Krieg und Frieden, 1956 oder Cyrano von Bergerac, 1989) oder Szenen höfischen und gesellschaftlichen Lebens wie zum Beispiel Bälle (Vom Winde verweht, 1939 oder Der Leopard, 1963). Ausstattungs- und Kostümfilme sollen oft die dominierende Stellung einzelner Filmstudios unterstreichen und tragen im Marketing den betriebenen Aufwand nach außen, etwa in der Werbung als „teuerster Film aller Zeiten“. So wurde etwa angeführt, dass Elizabeth Taylors Garderobe in Cleopatra (1963) mit 200.000 US-Dollar zu Buche schlug. Diese Großproduktionen tragen aber auch ein hohes finanzielles Risiko, wie das Beispiel des Films Heaven’s Gate (1980) zeigt, der Universal in große finanzielle Schwierigkeiten brachte.